# Salinas Grandes (centrala Argentina)

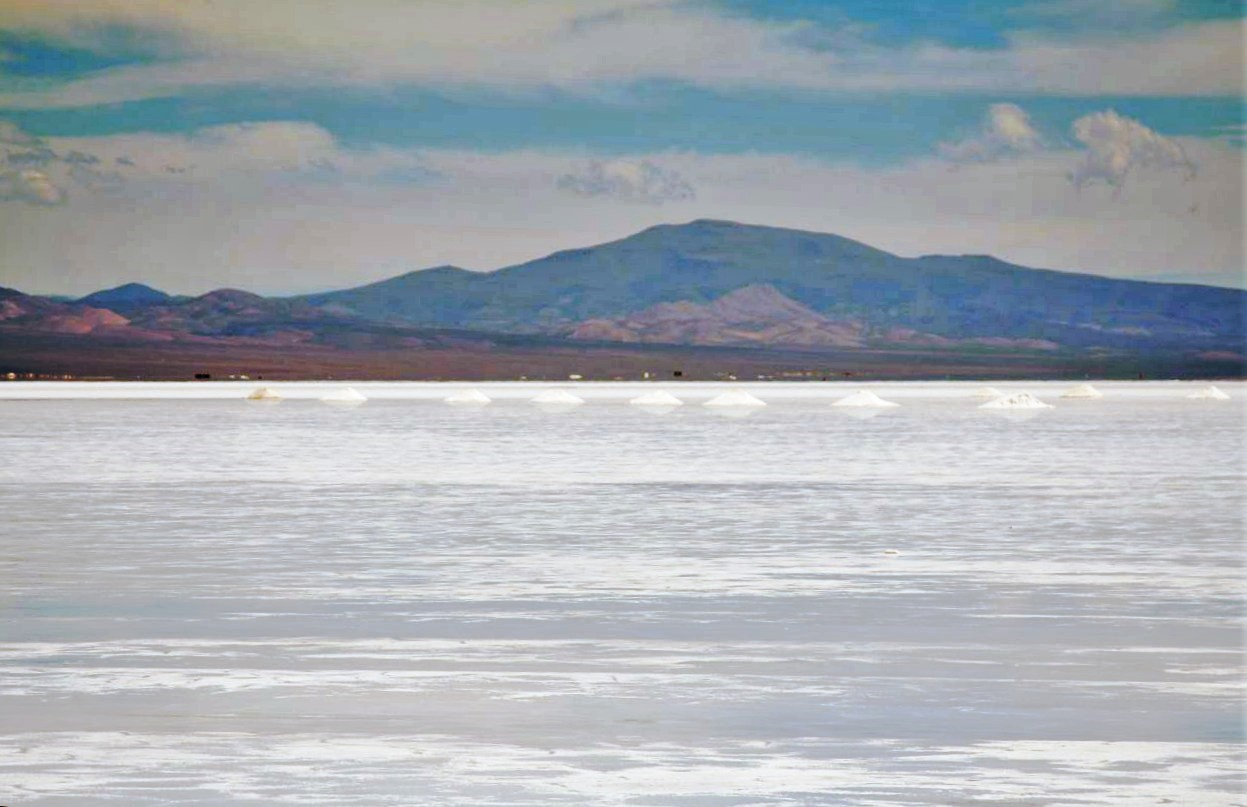
Salinas Grandes

Salinas Grandes är en saltslätt i Argentina. Den ligger cirka 800 km nordväst om huvudstaden Buenos Aires och sträcker sig över ett stort område i provinserna Catamarca, La Rioja, Córdoba och Santiago del Estero. Saltslätten omfattar cirka 4700 kvadratkilometer, och ytterligare cirka 1300 kvadratkilometer betecknas som kantområde. Latituden är mellan cirka 26°30' och 30°40' syd och longituden mellan cirka 63°15' och 65°25' väst.
Omgivningarna runt Salinas Grandes är i huvudsak ett öppet busklandskap. Saltslätten består av saltsänkor som i stort sett helt saknar vegetation men som ibland fylls med vatten , samt kullar eller "öar" med vegetation och djurliv. Vegetationen är anpassad för att leva i extrem salthalt och höga temperaturer och omfattar 226 arter, varav vissa finns endast här. Även bland djuren finns endemiska arter, som till exempel ödlan Ceiolaemus anomalus ditadai och fågeln salinasbusktyrann.
Området är glesbefolkat, med 10 invånare per kvadratkilometer.